# Ognjen Petrović
Ognjen Petrović (né le 2 janvier 1948 à Kruševac en Serbie, mort le 21 septembre 2000 à Belgrade en Serbie)  est un footballeur serbe, gardien de but de l'Étoile Rouge de Belgrade et de l'équipe de Yougoslavie dans les années 1970. 
Il fait partie de la sélection yougoslave lors de la Coupe du monde 1974 en Allemagne.

## Carrière
- 1967-76 : FK Étoile rouge de Belgrade  Yougoslavie
- 1976-78 : SC Bastia  France[1],[2]

## Palmarès

### En équipe nationale
- 15 sélections et aucun but avec l'équipe de Yougoslavie entre 1973 et 1976

### Avec l'Étoile Rouge de Belgrade
- Vainqueur du Championnat de Yougoslavie en 1968, 1969, 1970 et 1973
- Vainqueur de la Coupe de Yougoslavie en 1968, 1970 et 1971
- Vainqueur de la Coupe Mitropa en 1968

### Avec le SC Bastia
- Finaliste de la Coupe UEFA en 1978